# Mazahues
Els mazahues són un poble indígena de Mèxic que habita la regió nord-est de l'estat de Mèxic, i una petita àrea a l'est de l'estat de Michoacán. Provenen de les migracions nàhues de finals del període Postclàssic i de la fusió racial i cultural dels assentaments tolteca-txitximeques. Es van assentar a la zona de San Felipe del Progreso des de llavors.

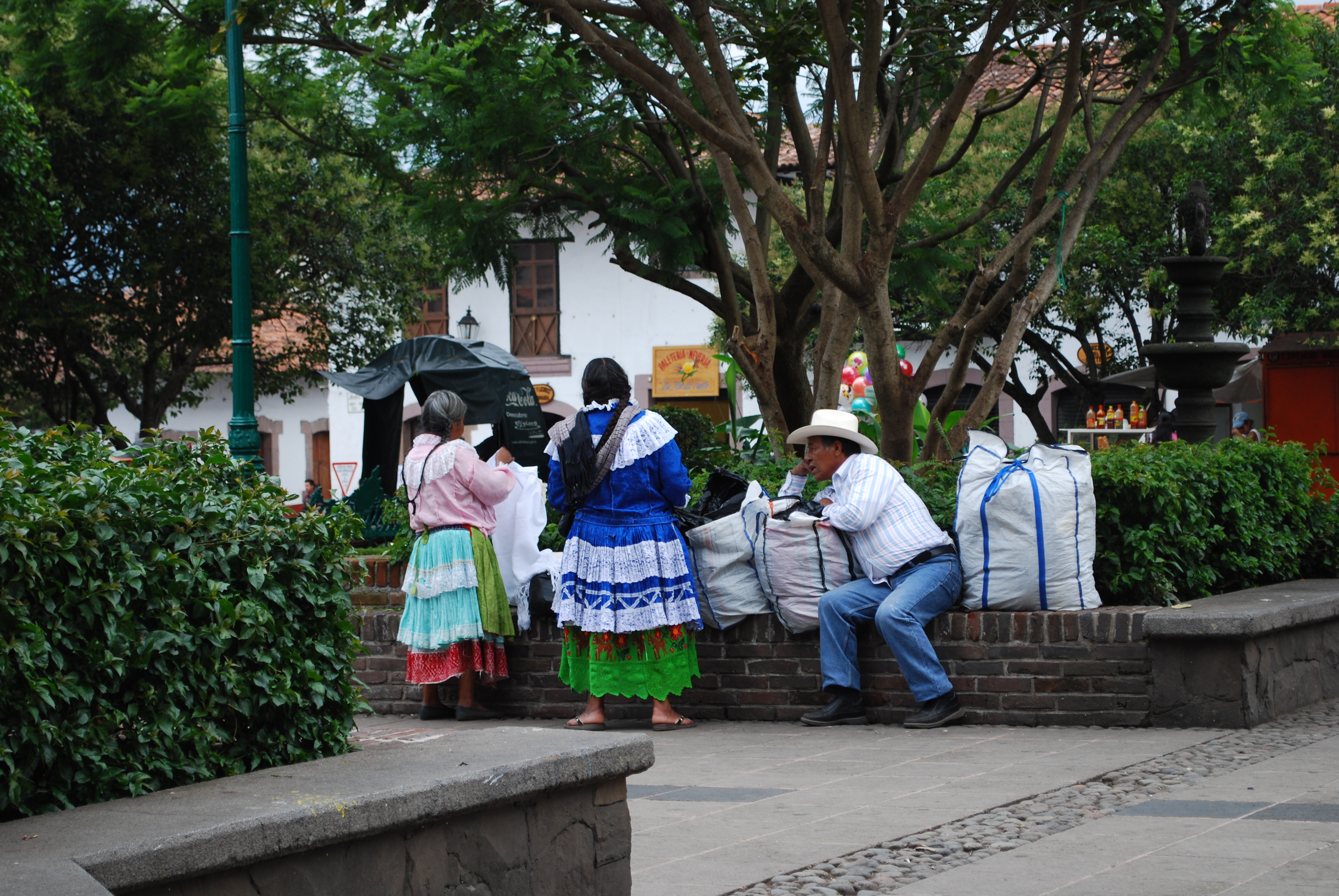
Mazahues a vall de Bravo

No se sap amb precisió l'origen de l'etnònim "mazahua". Una teoria suggereix que prové del nàhuatl mázatl, "cérvol" o de Mazahuacan, "on hi ha cérvols".

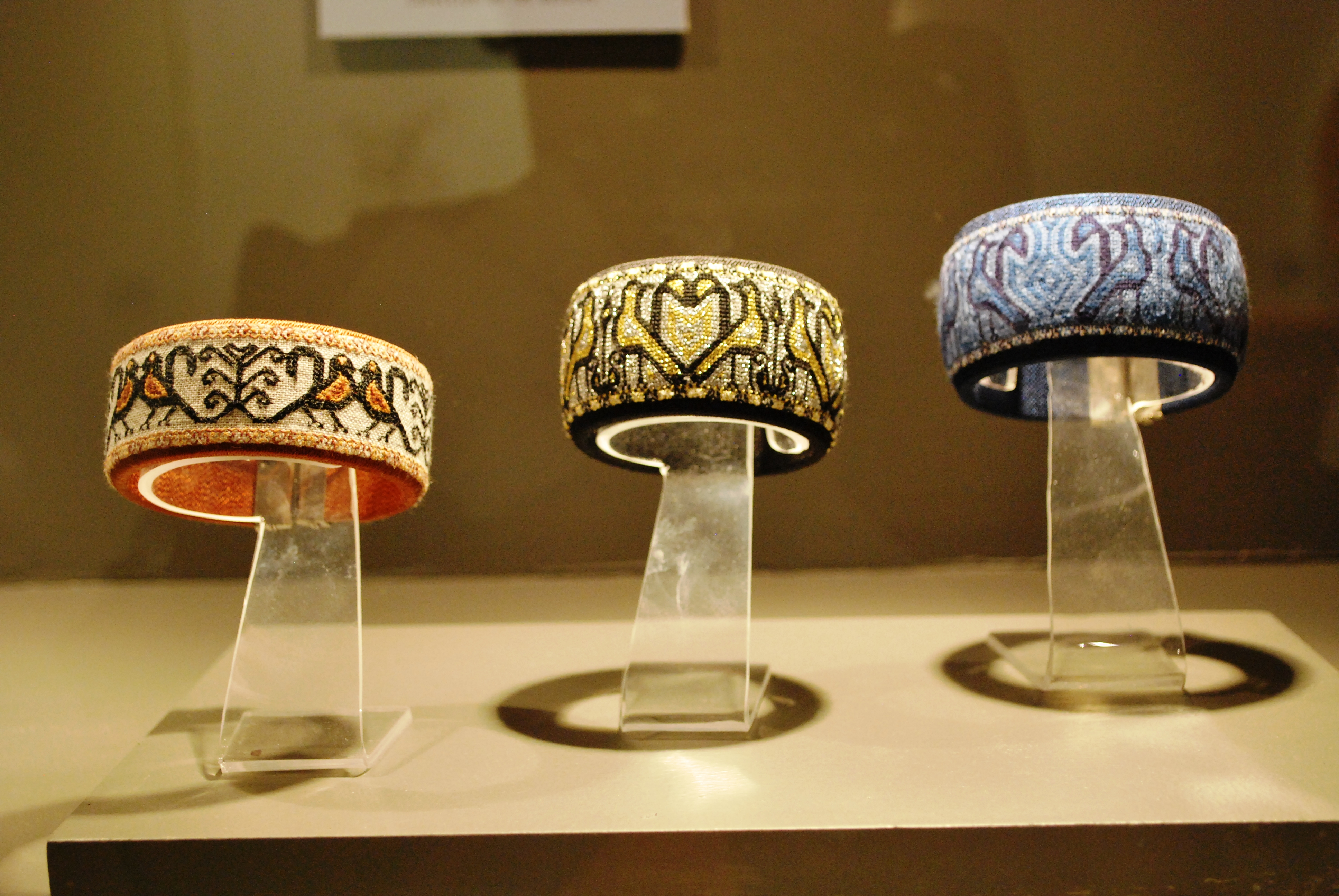
Braçalets mazahua al Museu d'Art Popular de ciutat de Mèxic

## Demografia i localització
Es troben assentats a la regió nord-occidental i centre-occidental de l'estat, majoritàriament en 13 municipis rurals que són: San Felipe del Progreso, Villa Victoria, San José del Rincón, Donato Guerra, Ixtapan del Oro, Villa de Allén, Almoloya de Juárez, Ixtlahuaca, Temascalcingo, El Oro, Jocotitlán, Atlacomulco i Valle de Bravo. Des de principis del segle xvi els mazahues han ocupat aquesta zona, que està integrada per una sèrie de muntanyes, llomes i valls en els quals predomina el clima fred.
D'acord amb les xifres de la Comissió Nacional pel Desenvolupament dels Pobles Indígenes (CDI), el 2000 vivien a Mèxic 326.660 mazahues, dels quals només el 46,5% encara parla la llengua mazahua.

## Llengua
La llengua mazahua (codi ISO: maz) pertany al grup lingüístic del grup otomí-mazahua, que pertany a les llengües otopame, que al seu entorn pertany a la família otomang. És, per tant, relacionada amb les llengües otomí, pame i txitximeca. El cens de l'any 2000 va identificar a 101.789 parlants d'aquesta llengua (46.709 homes i 55.080 dones).

## Presència en la Ciutat de Mèxic
En la Ciutat de Mèxic, molts mazahues s'han dedicat des de diverses dècades enrere al comerç de tèxtils, artesanies, fruites i verdures als carrers. Integren la força laboral amb més baixos salaris a la capital com a mà d'obra de paleta i servitud.

## Presència en l'Estat de Michoacán
Existeixen almenys 4 poblats en l'estat de Michoacán habitats per mazahues. Els habitants d'aquests poblats són en la seva gran majoria descendents d'aquest grup indígena i en l'actualitat es troben persones que parlen la llengua i uns altres que almenys ho entenen, encara que no ho sàpiguen parlar. Les comunitats on hi ha gent es troben en el municipi de Susupuato: Rancho Viejo, Maravillas, Los Guajes, Santa Rosa y El Salto. Els primers habitants d'aquestes comunitats van ser originaris de l'Estat de Mèxic que, per haver-se convertit al protestantisme, van haver d'abandonar els seus llocs d'origen i refugiar-se en zones aïllades i marginades.

## Usos i costums
El poble mazahua ha conservat les seves expressions culturals mitjançant la llengua, la tradició oral, la música, la dansa i les artesanies; la seva forma de vestir, la seva visió del món i les seves pràctiques rituals i religioses, les quals han estat transmeses d'una generació a una altra, i més recentment en el seu Centre Cerimonial. La llengua materna constitueix el principal vincle de comunicació i identitat dins de la família i la comunitat. No obstant això, cada vegada són més freqüents els casos de nens que ja no aprenen o que ja no parlen la seva llengua materna.
En l'organització social tradicional de les comunitats mazahues, destaquen les figures vinculades a les seves pràctiques religioses, com els majordoms, fiscals i mayordomitos, que són escollits d'acord amb els seus costums i amb la periodicitat que marca el càrrec. Les seves funcions, en general es refereixen a l'organització dels seus ritus i festivitats.
Una altra característica important ho constitueix la “feina” que és una forma d'organització per realitzar treballs o accions comunitàries. La unitat social entre els mazahues la constitueix la família, que pot ser nuclear o extensa. Entre ells un compromís de matrimoni requereix almenys tres visites prèvies a la casa de la núvia, per part de la família del nuvi.

## Història
Es creu que són els descendents d'una de les cinc tribus txitximeques que hi van immigrar el segle xiii, encapçalats per Mazáhuatl (una altra teoria suggereix que el nom del poble prové del nom d'aquest líder). Els mazahues van ser conquerits pels asteques, i la província de Mazahuacan va formar part del regne de Tlacopan. Els mazahues van donar suport a l'expansió de l'Imperi Asteca, conquerint les terres del sud. Després de la conquista espanyola, van ser evangelitzats pels franciscans.